# Stulsko

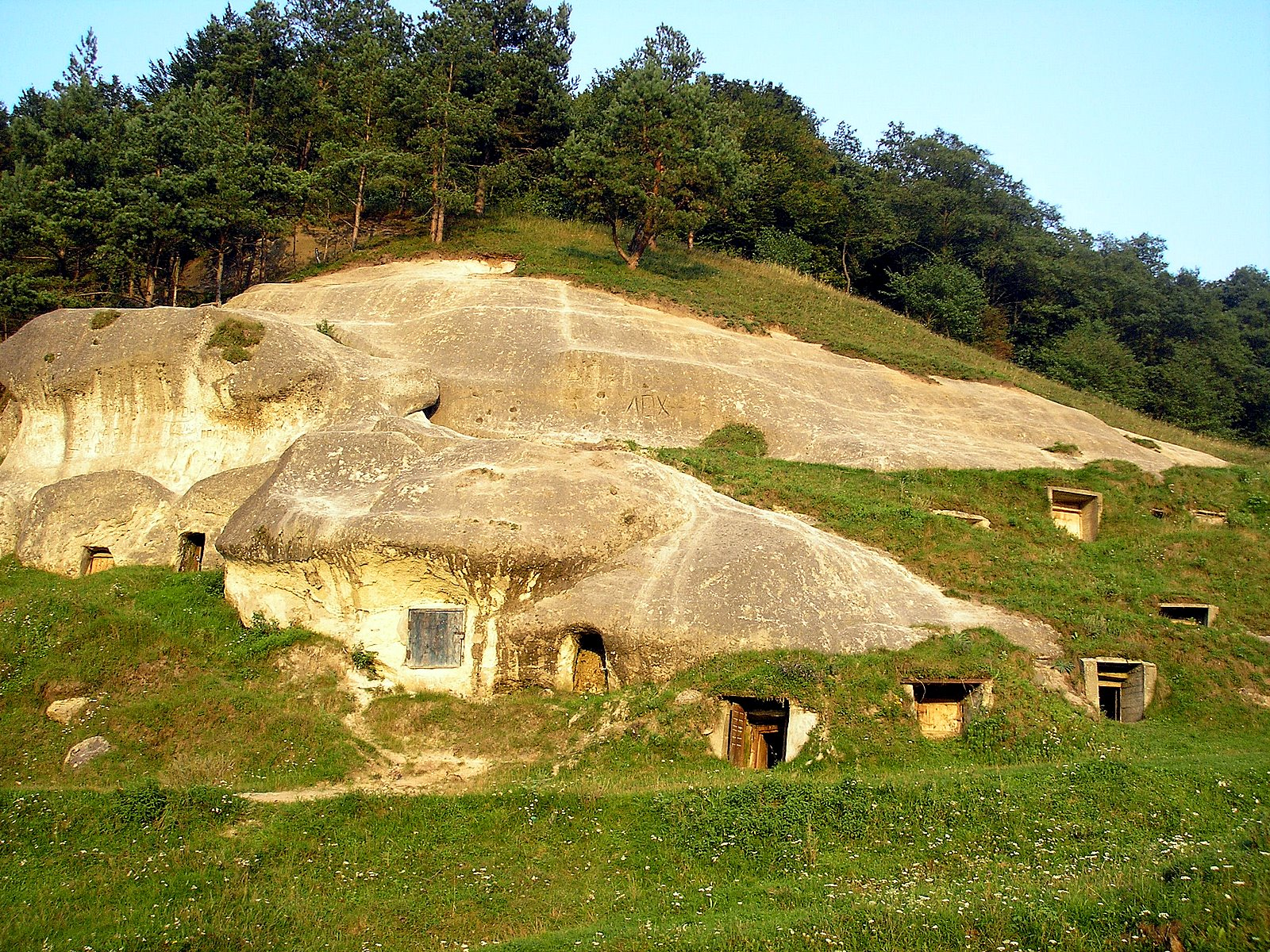
Grodzisko Stulsko - wykute ludzką ręką jaskinie, służące obecnie jako piwnice (wś Dąbrowa)

Stulsko (ukr. Стільсько) – wieś na Ukrainie. Należy do rejonu stryjskiego (do 2020 roku w rejonu mikołajowskiego) w obwodzie lwowskim i liczy 834 mieszkańców. Leży nad rzeką Kłodnicą.

## Historia
Pierwsza wzmianka o wsi pochodzi z 1330. Pomiędzy Stulskiem a Dąbrową (Діброва).
Wieś prawa wołoskiego, położona była w drugiej połowie XV wieku w ziemi lwowskiej województwa ruskiego. 6 stycznia 1554 roku król Zygmunt August potwierdził staroście chełmskiemu Gabrielowi Tarłowi prawa do wsi Rozwadów, Weryń, Uście, Nadiatycze, Demnia, Stulsko.
W II Rzeczypospolitej do 1934 roku wieś stanowiła samodzielną gminę jednostkową w powiecie żydaczowskim w woj. stanisławowskim. W związku z reformą scaleniową została 1 sierpnia 1934 roku włączona do nowo utworzonej wiejskiej gminy zbiorowej gminy Mikołajów nad Dniestrem w tymże powiecie i województwie. Po wojnie wieś weszła w struktury administracyjne Związku Radzieckiego.

## Zabytki
- grodzisko położone na wschodnim zboczu doliny Kłodnicy o powierzchni 250 ha (największe tego typu na Ukrainie), datowane wstępnie na IX-XI w. Odkrycia dokonał na początku lat 80 archeolog i doktorant historii Orest Korczyński (obecnie profesor), który w 1980 rozpoczął badania nad wczesnym osadnictwem w dorzeczu górnego Poddniestrza[4]. Jeżeli datacja grodziska jest prawidłowa to zabytek ten wiąże się z lokowanymi przez Nestora nad Dniestrem wschodnimi Chorwatami lub Białymi Chorwatami (jak podaje prasa ukraińska: столиці Великої (Білої) Хорватії, stolicy Wielkiej (Białej) Chorwacji - o ile wielkość grodu może sugerować, że mógł to być główny ośrodek jakiegoś plemienia to jednak z kategorycznymi wnioskami należy zaczekać, do opublikowania wyników współczesnych badań ukraińskich archeologów). Atrakcją turystyczną są będące częścią grodziska, obecnie używane jako wiejskie piwnice, jaskinie wykute w miękkim piaskowcu tworzące podziemną sieć labiryntów[5]. Przypuszcza się, że niektóre mogły zostać wykute jeszcze w okresie funkcjonowania grodu. Badania wykazały, że płynąca u podnóża grodziska niewielka obecnie Kłodnica była kiedyś spławna. Odkryto system drewnianych śluz, który umożliwiał komunikację z oddalonym o 10 km Dniestrem. Pozostałości grodziska oraz obiekty skalne (w tym "skała" - w kształcie kamiennego mostu ze spłaszczona arkadą, mogąca służyć w czasach prehistorycznych jako pogański ołtarz) w sumie o powierzchni 515 ha objęto ochroną jako pomnik przyrody (Комплексна пам'ятка природи "Стільська")[6]. Grodziszcze częściowo zniszczone przez budowę schodów, nasypu i fundamentów dla figury Matki Boskiej[7]